# باردا (ترناتة)
باردا هي إحدى مشيخات المملكة المغربية، تتبع جغرافيا لإقليم زاكورة وإداريًا لترناتة. يقدر عدد سكانها بـ 7032 نسمة حسب الإحصاء الرسمي للسكان والسكنى لسنة 2004.